# ماريانا ميسا
ماريانا ميسا (بالإسبانية: Mariana Mesa)‏ هي لاعب كرة مضرب كولومبية، ولدت في 1 أبريل 1980 في بيريرا في كولومبيا.

## وصلات خارجية
- ماريانا ميسا على موقع رابطة محترفات التنس (الإنجليزية)
- ماريانا ميسا على موقع الاتحاد الدولي لكرة المضرب (الإنجليزية)
- ماريانا ميسا على موقع كأس بيلي جين كينغ (الإنجليزية)
- ماريانا ميسا على موقع خلاصة التنس.كوم (الإنجليزية)
- ماريانا ميسا على موقع أوليمبيديا (الإنجليزية)